# Dotdash Meredith
Pour les articles homonymes, voir About.
 (février 2021).
Si vous disposez d'ouvrages ou d'articles de référence ou si vous connaissez des sites web de qualité traitant du thème abordé ici, merci de compléter l'article en donnant les références utiles à sa vérifiabilité et en les liant à la section « Notes et références ».
Dotdash Meredith (anciennement About.com) est une entreprise de médias numériques. Lancée en 1997, l'entreprise appartient à la holding IAC. Dotdash Meredith est effectivement une entreprise de médias numériques issue de l'évolution et de fusions successives.
Fondé sous le nom About.com en 1996 et lancé en 1997, le site est à l'origine une plateforme généraliste de conseils pratiques. La holding IAC/InterActiveCorp (dirigée par Barry Diller) acquiert About.com en 2012. Sous la direction de Neil Vogel (à partir de 2013), le modèle est restructuré pour se concentrer sur des sites spécialisés (santé, finance, etc.).

## Histoire

### Création et acquisition par Primedia
La société est créée en 1996 sous le nom Miningco.com Inc. et officiellement lancé comme site (miningco.com) en 1997. Ses fondateurs sont Scott Kurnit (en), propriétaire de General Internet, Bill Day ainsi qu'un groupe d'entrepreneurs de New York. L'objectif initial de l'entreprise est de créer 1 800 sites, mais cet objectif est revu à la baisse cinq ans plus tard (700 sites).
En mai 1999, le nom de la société change pour About.com Inc., tandis que le site devient about.com. Un an plus tard, Primedia, Inc (en) annonce racheter la société pour 690 millions $. En septembre 2000, About, Inc. est évalué à près de 133 millions $ en espèce, sans dette aucune. La Matrix Company estime à environ 21 millions de visiteurs mensuels le site About.com. La société gère 700 sites thématiques, répartis dans 36 domaines de compétence, le tout couvrant 50 000 sujets. Le rachat, finalisé début 2001, entraîne le changement de nom qui devient Primedia. Kurnit reste PDG de l'entreprise.

### Renommage en Dotdash
En 2017, About.com est renommé Dotdash, marquant une transformation vers des contenus verticaux de qualité, sans publicités intrusives. En décembre 2021, Dotdash (toujours sous IAC) acquiert Meredith Corporation, un géant des médias détenteur de marques iconiques (People, Allrecipes, Better Homes and Gardens). L'entité fusionnée devient Dotdash Meredith, devenant l'un des plus grands éditeurs numériques aux États-Unis. 
Dotdash Meredith regroupe aujourd'hui[Quand ?] des dizaines de marques, combinant l'expertise numérique de Dotdash (Verywell, Investopedia, Byrdie, etc.) et les titres historiques de Meredith.

## Publications et sites web
- allrecipes
- American Patchwork and Quilting
- Better Homes and Gardens (en)
- Byrdie
- Brides
- Drew+Jonathan Reveal
- EatingWell
- Entertainment Weekly
- Food&Wine
- Health
- InStyle
- Investopedia (en)
- Lifewire (en)
- Liquor.com
- Martha Stewart Living (en)
- Magnolia
- Midwest Living
- My Domaine
- Parents
- People
  - People en Español (en)
- Real Simple
- Serious Eats (en)
- Shape (en)
- Simply Recipes (en)
- Southern Living
- Successful Farming
- The Balance (en)
- The Spruce
- The Spruce Eats
- ThoughtCo
- Travel + Leisure
- TreeHugger
- TripSavvy
- Verywell (en)
- Wood (en)

Meredith Premium Publishing
- CookingLight (en)
- Coastal Living
- CountryHome
- do it yourself
- Sweet July
- Traditional Home (en)
- Rachel Ray in season

## Identité visuelle

Logo de Meredith Corporation (des années 1979 à 2009).
Logo de Meredith Corporation (2009-2021).
Logo de About.com (jusqu'en septembre 2014).
Logo de Dotdash (2017-2021).
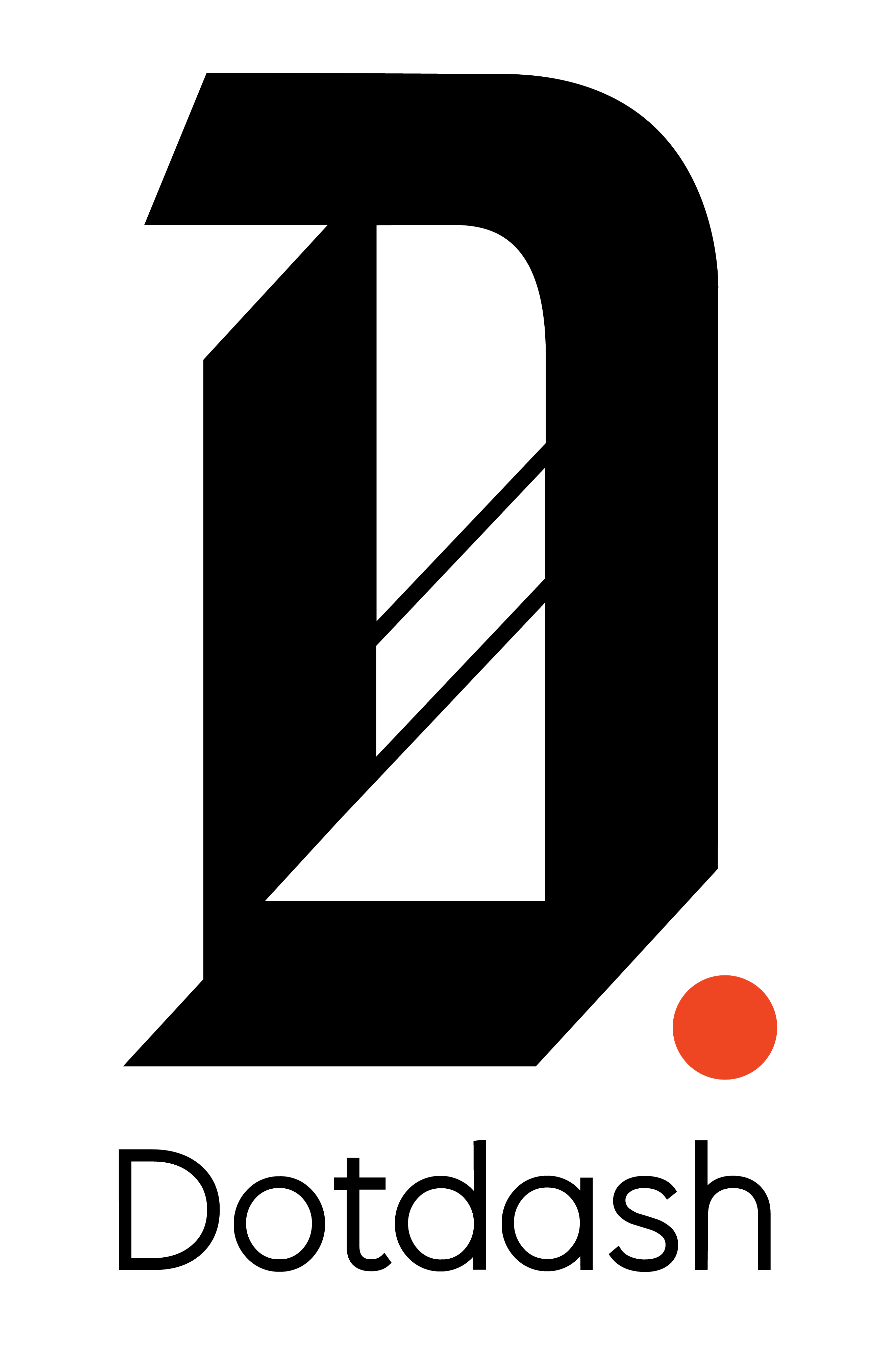
Logo de Dotdash en 2021.